# Bondeschack
Bondeschack är en schackvariant med samma schackregler som vanligt schack, men skillnaden är att schackspelarna endast har en kung och åtta bönder vardera från start. Bönderna kan dock som vanligt promoveras till andra schackpjäser.